# Bosques caducifolios secos de la meseta central de Deccan
Los bosques caducifolios secos de la meseta central del Decán, en el oeste y sur de la India, es una ecorregión que contiene grandes zonas protegidas de hábitat natural de tigres.

## Distribución
La meseta de Deccan es una gran meseta triangular en el sur de la India, delimitada por la cordillera de los Ghats occidentales al oeste, los Ghats orientales al este y la cordillera Satpura occidental al norte. Los bosques caducifolios secos de la meseta central de Deccan ocupan un área de 240,2 kilómetros cuadrados (92,7 mi²), en el que el hábitat natural dominante es o fue bosque de árboles Hardwickia binata y Albizia amara, ubicado en la parte central y sur de la meseta. La ecorregión se encuentra principalmente dentro de los estados de Maharashtra y Telangana, y se extiende a partes adyacentes de Madhya Pradesh, Chhattisgarh y Andhra Pradesh. En Maharashtra, los bosques caducifolios secos de la meseta central de Deccan cubren la mayor parte de la región de Vidarbha, incluida la ciudad de Nagpur. En Telangana, los bosques caducifolios secos cubren gran parte del estado, incluida Hyderabad, la capital del estado, con una pequeña porción que se extiende a través de los Ghats orientales hasta la bahía de Bengala en el distrito de Krishna de Andhra Pradesh.
Por lo general, la meseta se extiende desde la divisoria Konkan Deccan, al norte de Pune, hasta el río Krishna, en Telangana. La mayor parte de la geología de la región es de rocas basálticas que albergan un patrón de drenaje muy diferente y una cubierta forestal distinta, con una altura media de los árboles maduros de más de 10 metros, mientras que la región granitoide que aflora principalmente en Telangana y partes de Karnataka cubre una selva de matorrales con una altura media de los árboles de unos 5 metros. Una pequeña parte de la cordillera de Nallamala, que abarca la Reserva del Tigre de Amrabad y las Reservas del Tigre de Srisailam, son paisajes de rocas sedimentarias con vegetación espesa y seca que se añaden a la ecorregión. Los tres bosques tienen muchos paisajes singularmente diferentes, fácilmente visibles, dentro de esta ecorregión única. Por ejemplo, en la región granitoide se han extinguido los tigres, chacales, perros salvajes y lobos, mientras que el agama de roca peninsular sólo se encuentra aquí.
Los bosques de matorrales espinosos xerófilos de Deccan se encuentran al oeste, sur y sureste, cubriendo las partes más secas de la meseta a la sombra de la lluvia de los Ghats occidentales. Los bosques caducifolios húmedos de las tierras altas orientales se encuentran al noreste y al este, mientras que los bosques caducifolios secos del valle de Narmada se encuentran al otro lado de las Satpuras al noroeste.
El río Godavari cruza la ecorregión desde su origen en los Ghats occidentales y, de hecho, la mayoría de los ríos de la meseta desembocan en el este hacia la bahía de Bengala, con la excepción del río Tapti en la esquina noroeste de la meseta, que desemboca en el oeste en el mar Arábigo.
Se trata de una zona muy poblada y la mayor parte de los bosques naturales de la ecorregión han sido talados para leña o pastos o como consecuencia de la construcción de presas fluviales, todas ellas en curso. Sin embargo, quedan grandes extensiones del hábitat original, como la reserva de tigres de Nagarjunsagar-Srisailam, en Telangana y Andhra Pradesh.

## Flora
Los bosques de Hardwickia binata y Albizia amara son la comunidad vegetal característica de esta ecorregión, distinguiéndola de los bosques predominantemente de teca (Tectona grandis) o sal ( Shorea robusta) que se encuentran en otras partes del Deccan. Los bosques del Decán Central tienen un dosel superior de 15-25 metros y un sotobosque de 10-15 metros, con poca maleza. Los árboles de Hardwickia pierden sus hojas durante la estación seca del invierno y vuelven a brotar en abril. Otras especies de árboles en la parte norte de la ecorregión incluyen la teca, Boswellia serrata, Lannea coromandelica, Anogeissus latifolia, Albizia lebbeck, Lagerstroemia parvifolia, Diospyros tomentosa y Acacia catechu .

## Fauna
Las grandes extensiones de bosque que quedan en la meseta siguen albergando una gran variedad de animales de pastoreo, desde el antílope de cuatro cuernos (Tetracerus quadricornis ), el chinkara (Gazella bennettii) y el antílope negro (Antilope cervicapra) hasta el gran gaur y el búfalo de agua salvaje (Bubalus arnée). Los grandes carnívoros incluyen tigres de Bengala (Panthera tigris tigris), el dhole (perro salvaje, Cuon alpinus) y el oso perezoso (Melursus ursinus). La zona alberga casi noventa especies de mamíferos. Algunas de las especies más grandes mencionadas aquí son raras, como la amenazada ardilla gigante india (Ratufa indica), amenazada. Las 300 especies de aves incluyen el corcel de Jerdon (Rhinoptilus bitorquatus), amenazado a nivel mundial, que fue redescubierto en 1986 y se pensó que estaba extinto durante casi cien años.

## Conservación
Se ha perdido alrededor del 80% del hábitat natural de la ecorregión. Quedan varios bloques de hábitat de más de 5.000 km2. Quince zonas protegidas cubren casi el 3% de la superficie de la ecorregión, siendo la reserva de tigres de Nagarjunsagar-Srisailam la más grande.
- Santuario de vida silvestre Bor, distrito de Wardha, Maharashtra (80 km2 )
- Santuario de vida silvestre de Chaprala, distrito de Gadchiroli, Maharashtra (130 km2 )
- Santuario de Gautala Autramghat, distritos de Aurangabad y Jalgaon, Maharashtra (260 km2 )
- Santuario de vida silvestre Gundla Brahmeswaram, distritos de Kurnool y Prakasam, Andhra Pradesh (120 km2 )
- Santuario de vida silvestre de Katepurna, distrito de Akola, Maharashtra (420 km2 )
- Santuario de vida silvestre Kolleru, Andhra Pradesh (220 km2, en parte en la ecorregión de bosques caducifolios húmedos de las Tierras Altas Orientales )
- Santuario de vida silvestre de Manjira, distrito de Medak, Telangana (30 km2 )
- Reserva de tigres de Nagarjunsagar-Srisailam, Telangana y Andhra Pradesh (3.568 km2 )
- Santuario de vida silvestre de Nagzira, distritos de Bhandara y Gondia, Maharashtra (150 km2 )
- Parque nacional Navegaon, distrito de Gondia, Maharashtra (170 km2 )
- Santuario de vida silvestre de Painganga, distrito de Yavatmal, Maharashtra (130 km2 )
- Parque nacional Pench, distritos de Seoni y Chhindwara, Madhya Pradesh (440 km2 )
- Santuario de vida silvestre de Pocharam, distrito de Medak, Telangana (120 km2 )
- Reserva Tadoba Andhari, distrito de Chandrapur, Maharashtra (625 km2 )
- Santuario de vida silvestre de Tipeshwar, distrito de Yavatmal, Maharashtra (160 km2 )
- Reserva de tigres de Kawal, distrito de Komaram Bheem Asifabad, Telangana (160 km2 )